# Hemiclepsis
Hemiclepsis (лат.) — род плоских пиявок (Glossiphoniidae).

## Описание
Пиявки средней для Glossiphoniidae величины. Передний конец (сегменты I—V) часто расширен и отделён сужением от остального тела (заметное исключение представляет один из базальных видов рода Hemiclepsis yangtzenensis). Сосочки на поверхности тела отсутствуют или развиты слабо. Консистенция тела средней плотности. Характерна окраска разных оттенков зеленоватого и коричневого.
Глаз исходно две пары, но первая из них может подвергаться редукции, иногда существенной (в особенности у Hemiclepsis marginata ssp. asiatica и Hemiclepsis kasmiana). В описании некоторых видов, например, Hemiclepsis erhaiensis и Hemiclepsis viridis, сообщается о наличии трёх пар глаз.
Полный сегмент состоит из трёх колец, в нескольких первых и последних сегментах число колец может быть меньше.
Хобот средней длины (до Х сегмента). Желудок с 7 парами отростков, задние сильно ветвятся. Питаются кровью рыб и земноводных, Hemiclepsis guangdongensis — черепах. Молодые особи некоторых видов, возможно, также способны кормиться на соках и слизи двустворчатых моллюсков.
Исключительно пресноводные формы. Обитают в Палеарктике и Индо-Малайской области. Основное разнообразие видов обнаруживается на Дальнем Востоке, что позволяет предположить, что род изначально возник именно в этом регионе.

## Таксономия
Согласно молекулярным данным, род относится к числу базальных представителей плоских пиявок и близок к родам Batracobdelloides и Theromyzon. Для всех этих родов характерно питание кровью позвоночных животных.
Впервые представитель этого рода, ставший впоследствии типовым, Hemiclepsis marginata, был описан О. Ф. Мюллером в 1774 году в составе рода Hirudo, включавшего тогда всех известных пиявок. Род как самостоятельная таксономическая единица был описан существенно позже, в 1884 году, Францем Вейдовским.
Описаны следующие виды:
- *Hemiclepsis bhatiai (Baugh, 1960)
- *Hemiclepsis charwardamensis (Mandal, 2013)
- *Hemiclepsis erhaiensis (Yang, 1981)
- *Hemiclepsis guangdongensis (Tan & Liu, 2001)
- *Hemiclepsis hubeiensis (Yang, 1981)
- *Hemiclepsis japonica (Oka, 1932)
- Hemiclepsis kasmiana (Oka, 1910 comb. rev.)
- Hemiclepsis khankiana (Bolotov, Klass, Bespalaya, Konopleva, Kondakov & Vikhrev, 2019)
- Hemiclepsis marginata (O. F. Müller, 1774)
- Hemiclepsis myanmariana (Bolotov, Klass, Bespalaya, Konopleva, Kondakov & Vikhrev, 2019)
- Hemiclepsis schrencki (Bolotov, Klass, Bespalaya, Konopleva, Kondakov & Vikhrev, 2019)
- Hemiclepsis tumniniana (Bolotov, Klass, Bespalaya, Konopleva, Kondakov & Vikhrev, 2019)
- *Hemiclepsis viridis (Chelladurai, 1934)
- Hemiclepsis yangtzenensis (Yang & Bolotov, 2021)

Для видов, помеченных астериском (*), ни разу не были получены молекулярные данные, что не позволяет достоверно доказать или опровергнуть их монофилетический статус и нетождественность другим видам. По состоянию на 2023 год, род относится к числу активно исследуемых: если в конце XX века он считался монотипным (Е. И. Лукин отмечает, что достоверно к нему относится только Hemiclepsis marginata, а другие виды, вероятно, идентичны с ним), то в последние годы число описанных видов превысило десяток.